# Stantonbury
Stantonbury är en civil parish i kommunen Milton Keynes i Storbritannien. Den ligger i grevskapet Buckinghamshire och riksdelen England, i den södra delen av landet, 80 km nordväst om huvudstaden London.